# Elio Lastra
Elio Lastra (Esmeraldas, Provincia de Esmeraldas, Ecuador, 10 de agosto de 1983) es un futbolista ecuatoriano. Juega de volante defensivo y su equipo actual es el Olmedo Fútbol Club de la Serie A de Ecuador, es hermano mayor del también futbolista Osbaldo Lastra.

## Trayectoria
Se inició como futbolista en el Santos FC de El Guabo como lateral derecho. Luego pasó al Audaz Octubrino, club con el que debutó en Segunda Categoría en el 2001 y ese mismo año ascendió a la Serie B. En el 2006 tuvo un fugaz paso por el Atlético Jubones de la provincia de El Oro.
Después de pasar una temporada en el Delfín SC de Manta fue contratado por el Manta Fútbol Club. En el 2009 jugó por primera vez en Primera División.

## Clubes
| Club             | País    | Año       | Partidos | Goles |
| ---------------- | ------- | --------- | -------- | ----- |
| Audaz Octubrino  | Ecuador | 2000-2001 | 24       | 0     |
| Santos FC        | Ecuador | 2001      | 12       | 0     |
| Audaz Octubrino  | Ecuador | 2002-2005 | 34       | 4     |
| Atlético Jubones | Ecuador | 2006      | 2        | 0     |
| Delfín SC        | Ecuador | 2006-2007 | 31       | 4     |
| Manta FC         | Ecuador | 2008      | 217      | 7     |

## Palmarés

### Campeonatos nacionales
| Título             | Club     | País    | Año  |
| ------------------ | -------- | ------- | ---- |
| Serie B de Ecuador | Manta FC | Ecuador | 2008 |